# Michael Strugl

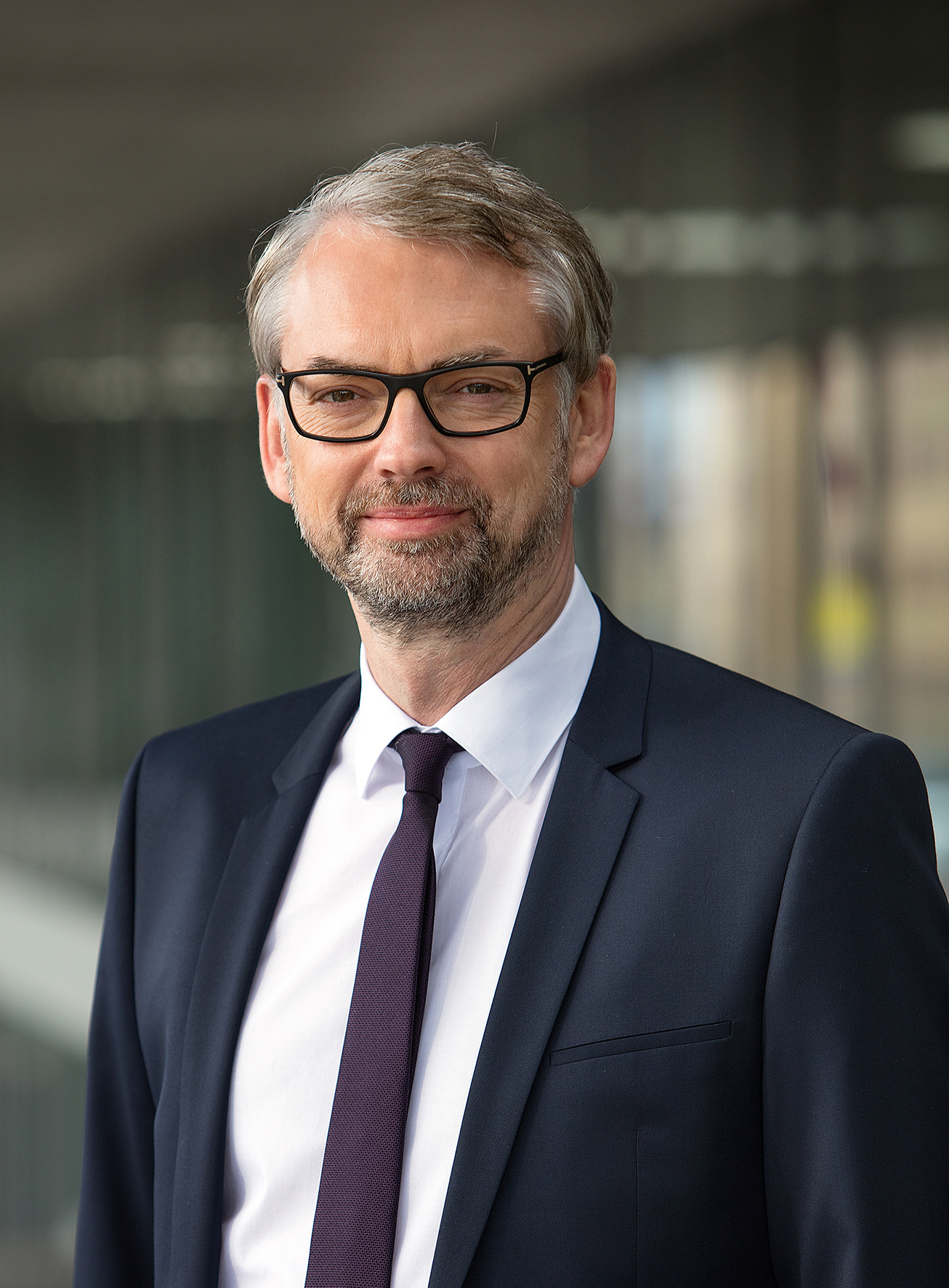
Michael Strugl (2017)

Michael Strugl (* 28. August 1963 in Steyr) ist ein österreichischer Manager und ehemaliger Politiker (ÖVP). Ab dem 6. April 2017 war er Landeshauptmann-Stellvertreter in der Landesregierung Stelzer I, ab dem 18. April 2013 oberösterreichischer Landesrat. Mit 5. Dezember 2018 schied er aus der Landesregierung aus. Mit 1. Jänner 2021 wurde er Vorstandsvorsitzender der Verbund AG.

## Leben
Michael Strugl besuchte das Stiftsgymnasium Kremsmünster, wo er 1981 maturierte, studierte Rechtswissenschaften an der Johannes Kepler Universität Linz und wurde 1983 Mitglied der katholischen Studentenverbindung KaV Austro-Danubia Linz im ÖCV. Zudem absolvierte er in den Jahren 2000 und 2001 ein Master-Studium an der Wirtschaftsuniversität Toronto. Nach einer Journalistenausbildung in der Oberösterreichischen Wirtschaftskammer war er von 1987 bis 1995 Pressereferent der Oberösterreichischen Volkspartei. 2013 promovierte er in Linz zum Doktor der Wirtschaftswissenschaften.
Von Dezember 2010 bis April 2019 war er Obmann des von ihm gegründeten oberösterreichischen Think Tanks ACADEMIA SUPERIOR – Gesellschaft für Zukunftsforschung.
Für die Funktionsperiode 1. März 2023 bis 28. Februar 2028 wurde er zum Stellvertreter von Katharina Pabel als Vorsitzende des Universitätsrates der JKU Linz gewählt.

## Politik
1995 wurde er stellvertretender Landesparteisekretär der ÖVP Oberösterreich. Seine Aufgabenbereiche waren Marketing, Organisation, Service, Bildung und EDV. Von 1997 bis 2001 war er Mitglied des Bundesrates, in dieser Funktion auch Vorsitzender des außenpolitischen Ausschusses. 
Im Jahr 2001 wurde er zum Landesparteisekretär der ÖVP Oberösterreich berufen. Im gleichen Jahr trat er sein Amt als Mitglied des Oberösterreichischen Landtages an.
2003 wurde Strugl zum Klubobmann der ÖVP im oberösterreichischen Landtag gewählt. Am 12. Jänner 2009 legte er die Funktion als Klubobmann zurück, blieb aber bis zum 18. April 2013 weiter Landesgeschäftsführer und Landtagsabgeordneter der oberösterreichischen Volkspartei.
Am 18. April 2013 wurde er Mitglied der oberösterreichischen Landesregierung unter Landeshauptmann Josef Pühringer und als Landesrat für die Bereiche Wirtschaft, Arbeit, Sport, Tourismus, Europa, Staatsbürgerschaften, Wahlen, Gewerbe, Raumordnung und Regionalentwicklung zuständig. In der Landesregierung Pühringer V gab er den Bereich Staatsbürgerschaften ab und ist seither für die Bereiche Wirtschaft, Arbeit, Forschung, Wissenschaft, Energie, Tourismus, Raumordnung, Landesholding, Europa und Sport zuständig.
Am 6. April 2017 wurde Michael Strugl vor dem oberösterreichischen Landtag als Landeshauptmann-Stellvertreter der Landesregierung Stelzer I angelobt. Im Juni 2018 wurde bekanntgegeben, dass er mit 1. Jänner 2019 in den Vorstand des Stromkonzerns Verbund AG wechseln soll. Als Landesrat folgte ihm am 6. Dezember 2018 Markus Achleitner nach, Landeshauptmann-Stellvertreterin wurde Christine Haberlander.

## Wirtschaft
Im März 2020 beschloss der Aufsichtsrat, dass Strugl Anfang 2021 Wolfgang Anzengruber als Vorstandsvorsitzender der Verbund AG nachfolgen soll.
Im Juni 2020 wurde Strugl als Nachfolger von Leonhard Schitter für eine Funktionsperiode von drei Jahren zum Präsidenten des Vereines Österreichs E-Wirtschaft gewählt, 2023 wurde er für drei weitere Jahre wiedergewählt.
Im September 2022 wurde er zum Vizepräsidenten der Industriellenvereinigung Wien (IV-Wien) bestellt.

## Werke
- Michael Strugl: Der Einfluss von regionalen und nationalen ökonomischen Faktoren sowie von nicht-ökonomischen Faktoren auf die Ergebnisse von Landtags- und Nationalratswahlen, Dissertation, Universität Linz, 2013
- Michael Strugl. Wolfgang Hattmansdorfer (Herausgeber): Gesellschaft im Umbruch: Chancen und Herausforderungen zwischen Wandel und Kontinuität, Trauner Verlag, Linz, 2012
- Michael Strugl: Wer braucht heute noch eine Startbahn? Über die Bedeutung von Themen in der politischen Kommunikation. In: Partizipation und Gerechtigkeit; Christine Stelzer-Orthofer (Herausgeberin), Linz, 2007

## Auszeichnungen (Auswahl)
- 2023: Großes Goldenes Ehrenzeichen des Landes Oberösterreich[12][13]